# Sebalik
Sebalik is een bestuurslaag in het regentschap Banyuasin van de provincie Zuid-Sumatra, Indonesië. Sebalik telt 1948 inwoners (volkstelling 2010).